# كوموناردو نيقولاي
كوموناردو نيقولاي (بالإيطالية: Comunardo Niccolai)‏ (مواليد 15 ديسمبر 1946 - 02 يوليو 2024) هو لاعب كرة قدم. يلعب مع منتخب إيطاليا لكرة القدم. سبق له أن لعب في كأس العالم لكرة القدم مع منتخب بلاده.

## روابط خارجية
- كوموناردو نيقولاي على موقع الاتحاد الدولي (مؤرشف)  (الإنجليزية)
- كوموناردو نيقولاي على موقع قاعدة بيانات كرة القدم.إي يو (الإنجليزية)
- كوموناردو نيقولاي على موقع ناشيونال فوتبول تيمز (الإنجليزية)
- كوموناردو نيقولاي على موقع عالم كرة القدم.نت (الإنجليزية)